# Skrzydlik tęgoszczecinowy
Skrzydlik tęgoszczecinowy (Fissidens crassipes Wilson ex Bruch & Schimp.) – gatunek mchu należący do rodziny skrzydlikowatych (Fissidentaceae). W Polsce występuje m.in. w Bieszczadach Zachodnich.

## Biologia i ekologia
Gatunek wieloletni, dwupienny. U okazów w Bieszczadach Zachodnich nie stwierdzono sporogonów.
Gatunek cienioznośny, hydrofilny, kalcyfilny. Preferowane siedliska: mokre skały, zbiorowiska epilityczne na obrzeżach potoków. W Bieszczadach występuje do wysokości 680 m n.p.m.

## Systematyka i nazewnictwo
Synonimy: Fissidens mildeanus Schimp., Fissidens praemollis Broth., Fissidens warnstorfii M. Fleisch.

## Ochrona
Roślina objęta jest w Polsce ścisłą ochroną gatunkową od 2004 r. Jej status ochronny potwierdzony został w Rozporządzeniu Ministra Środowiska z dnia 9 października 2014 w sprawie ochrony gatunkowej roślin.
Gatunek został uznany za zagrożony w Polsce, w Bieszczadach za lokalnie zanikły. Dwa stanowiska gatunku chronione są na terenie Bieszczadzkiego Parku Narodowego.